# 費瑞·慕拉德
斐里德·穆拉德（英語：Ferid Murad，1936年9月14日—2023年9月4日），阿尔巴尼亚裔美国人医生和药理学家。获得1998年诺贝尔生理学或医学奖，科索沃科学和艺术学院荣誉会员。中国科学院外籍院士。
斐里德·穆拉德被誉为“伟哥之父”。

## 成就
1998年，斐里德·穆拉德以突破性的研究，发现一氧化氮于血管扩张作用，一举摘得诺贝尔生理医学奖。